# Tatto Suwarto Pamuji
Tatto Suwarto Pamuji (sinh ngày 8 tháng 3 năm 1957) là một doanh nhân và chính trị gia người Indonesia thuộc đảng Golkar, ông giữ chức nhiếp chính Cilacap, Trung Java từ năm 2011 đến năm 2022. Ông lúc đầu là phó nhiếp chính và kế nhiệm nhiếp chính Probo Yulastoro bị bắt năm 2009 với cáo buộc tham nhũng. Pamuji được bầu vào hai nhiệm kỳ chính thức trong cuộc bầu cử nhiếp chính năm 2012 và 2017.

## Xuất thân
Tatto Suwarto Pamuji sinh ngày 8 tháng 4 năm 1957 tại huyện Cilacap. Ông tốt nghiệp trung học cơ sở tại Cilacap vào năm 1974, trước khi học tại một trường kỹ thuật ở Bandung, ông tốt nghiệp vào năm 1977.

## Sự nghiệp
Pamuji mở một cửa hàng điện tử ở Cilacap vào năm 1982, thành lập với tên gọi CV Mandiri Cilacap vào năm 1984. Năm 1994, ông bắt đầu nuôi trồng thủy sản. Ông là thủ quỹ tại một số tổ chức Hồi giáo.
Năm 2007, Pamuji tranh cử khi cùng liên danh với Probo Yulastoro trong cuộc bầu cử nhiếp chính Cilacap với sự hậu thuẫn của PDI-P. Họ đắc cử với 446.589 phiếu bầu (51,14%). Trong khi là phó nhiếp chính, ông đề xuất việc tách ra một huyện Tây Cilacap mới khỏi huyện hiện tại. Vào ngày 2 tháng 6 năm 2009, Yulastoro bị bắt giữ với cáo buộc tham nhũng, và Pamuji giữ quyền nhiếp chính. Pamuji đã yêu cầu kiểm tra sổ sách chính quyền đối với ngân sách của huyện sau vụ bắt giữ, phát biểu là ông "cần xuất phát từ một lý lịch trong sạch". Vào tháng 5 năm 2011, ông trở thành nhiếp chính kế nhiệm Yulastoro. Ông được bầu vào nhiệm kỳ chính thức đầu tiên trong cuộc bầu cử nhiếp chính năm 2012, nhận được 555.044 phiếu bầu (60,25%). Ông tái đắc cử vào năm 2017, khi nhận được 515.059 phiếu bầu (56,3%).
Nhiệm kỳ của Pamuji kết thúc vào ngày 19 tháng 11 năm 2022 và giám đốc sở y tế tỉnh Trung Java Yunita Dyah Suminar giữ quyền nhiếp chính. Gần cuối nhiệm kỳ, ông đã đi bộ 96 kilômét (60 mi) từ nơi ở trước đây đến quê nhà của mình, thực hiện lời thề để cáo từ với các cộng đồng mà ông đã lãnh đạo và nhìn lại thành tựu đạt được lúc ông còn đương nhiệm. Pamuji là đảng viên đảng Golkar.

## Gia đình
Ông kết hôn với Teti Rohatiningsih, vợ ông được bầu làm nhà lập pháp đảng Golkar của Hội đồng Đại diện Nhân dân trong cuộc tổng tuyển Indonesia năm 2019. Cả hai có bốn người con.